# Госцимовиці-Перші
Госцимовиці-Перші (пол. Gościmowice Pierwsze) — село в Польщі, у гміні Мощениця Пйотрковського повіту Лодзинського воєводства.
Населення — 231 особа (2011).
У 1975-1998 роках село належало до Пйотрковського воєводства.

## Демографія
Демографічна структура станом на 31 березня 2011 року:
|          | Загалом | Допрацездатний вік | Працездатний вік | Постпрацездатний вік |
| -------- | ------- | ------------------ | ---------------- | -------------------- |
| Чоловіки | 117     | 33                 | 72               | 12                   |
| Жінки    | 114     | 24                 | 61               | 29                   |
| Разом    | 231     | 57                 | 133              | 41                   |